# 대치빌딩
대치빌딩은 대한민국 서울특별시 강남구 테헤란로(대치동)에 위치하고 있다. 지하 6층, 지상 19층으로 구성되어 있으며 총 엘리베이터 4대가 배치되어 있고 143대의 주차가 가능하다.
1992년에 착공하여 1995년에 완공하였다. 2016년 12월 12일에 특검 사무실 입주하였고 2017년에 다른 사무실이 바뀌었다.

## 시설
대부분의 시설은 오피스이며 17층 ~ 19층에는 특검 사무실이 있다. 박근혜-최순실 게이트 당시 2016년 12월 12일에 특검 사무실을 사용하기로 결정했다. 특검 사무실에 가려면 3층에서 엘리베이터를 타야 한다.
2016년 박근혜-최순실 게이트 당시 박영수가 17층 ~ 19층에 박근혜 정부의 최순실 등 민간인에 의한 국정농단 의혹 사건 규명을 위한 특별검사 사무실을 개장했으며 그것은 집무실이고 3층에는 17층 ~ 19층에 들어가는 입구가 있지만 2017년 박근혜 대통령 탄핵 소추 이후 특별검사 사무실이 다른 사무실으로 바뀌었다.
2021년 3월에 누네안과병원이 이 빌딩 11~19층에 입주하였다.
| 층수               | 시설           |
| ------------------ | -------------- |
| 21층(지상 19층)    | 공조실         |
| 20층(지상 18층)    | 오피스         |
| 19층(지상 17층)    | 누네안과병원   |
| 18층(지상 16층)    | 누네안과병원   |
| 17층(지상 15층)    | 누네안과병원   |
| 16층(지상 14층)    | 누네안과병원   |
| 15층(지상 13층)    | 누네안과병원   |
| 14층(지상 12층)    | 누네안과병원   |
| 13층(지상 11층)    | 누네안과병원   |
| 12층(지상 10층)    | 누네안과병원   |
| 11층(지상 9층)     | 누네안과병원   |
| 10층(지상 8층)     | 오피스         |
| 9층(지상 7층)      | 오피스         |
| 8층(지상 6층)      | 오피스         |
| 7층(지상 5층)      | 오피스         |
| 6층(지상 4층)      | 오피스         |
| 5층(지상 3층)      | 오피스         |
| 4층(지상 2층)      | 오피스         |
| 3층(지상 1층)      | 주차장         |
| 2층(지하 1층)      | 오피스         |
| 1층(지하 2층)      | 로비           |
| 지하 1층(지하 3층) | 오피스         |
| 지하 2층(지하 4층) | 기계실, 전기실 |
| 지하 3층(지하 5층) | 창고           |
| 지하 4층(지하 6층) | 창고           |

1. ↑  괄호 안의 층수는 건축물대장 기준 층이다.